# Сундара Пандья IV
Сундара Пандья IV (там. சுந்தர பாண்டியன்; д/н — бл. 1327) — володар держави Пандья в 1309—1327 роках.

## Життєпис
Син володаря Маравармана Куласекари. Після смерті батька близько 1308 року трон перейшов до брата Сундари — Віра Пандьї IV. Втім 1309 року Сундара повалив останнього захопивши трон. Внаслідок цього почалася запекла боротьба між братами.
1310 року ситуацією вирішив скористатися Віра Балала III, володар держави Хойсалів, вдершись до володінь Пандья. Але невдовзі вимушен був відступити, оскільки землі Хойсалів атакував делійський полководець Малік Кафур. Той 1311 року змусив Хойсалів визнати зверхність Делійського султанату, після чого рушив на Пандью. Сундара Пандья IV обрав тактику уникання вирішальної битви, змусивши Маліка Кафура витрачати сили на його переслідування.разом з тим супротивник захопивши значні скарби, пограбувавши численнін храми та міста.
1312 року Сундара Пандья IV відновив владу над Мадураєм, але знову відновив війну з братом. Проте зрештою зазнав поразки. 1314 року за допомогою військ Делійського султаната на чолі із Хусроханом захопив південносхідну частину держави Пандья, де визнав зверхність Делі. В подальшомувів війну проти брата та намагався позбутися залежності. 1323 року Сундара Пандья IV спільно з Пратапарудрою II (з династії Какатіїв) зазнав поразки від делійських військ на чолі із Улуг-ханом. Держава Джафна оголосила про незалежність.
Помер або загинув 1327 року. За цим рішенням султана Мухаммада бін Туґлака на його землях було організовано провінцію зі містом в Ма'абарі.